# Guiuan
Guiuan (Bayan ng Guiuan) är en kommun i Filippinerna. Kommunen ligger på ön Samar, och tillhör provinsen Östra Samar. Folkmängden uppgår till 13 024 invånare.

## Bildgalleri

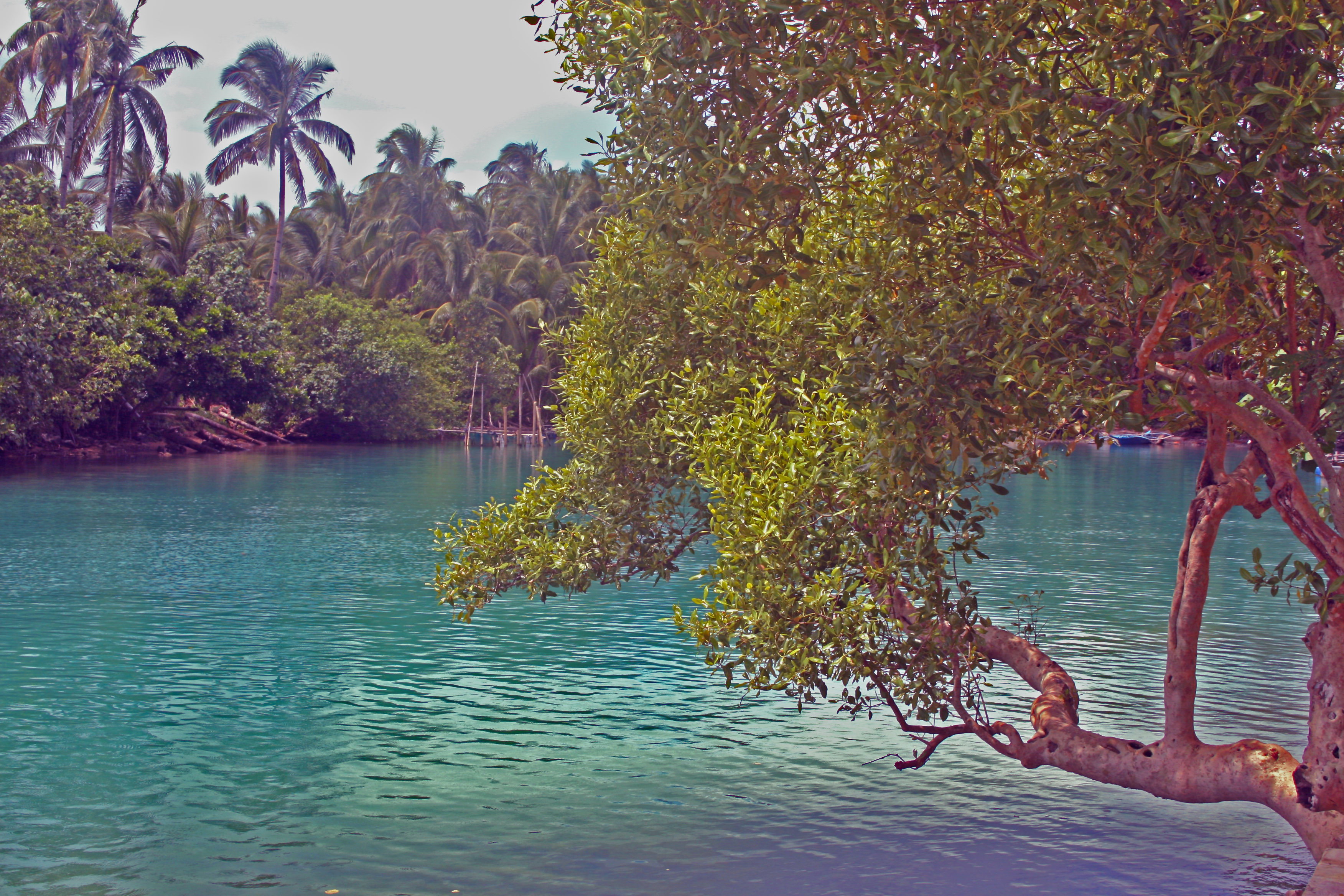
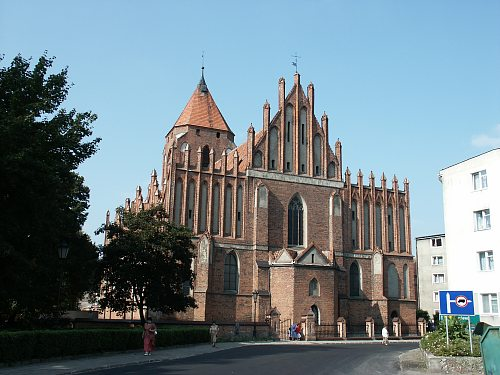

## Barangayer
Guiuan är indelat i 60 barangayer.
| - Alingarog - Bagua - Banaag - Banahao - Baras - Barbo - Bitaugan - Bungtod - Bucao - Buenavista - Cagdara-o - Cagusu-an - Camparang - Campoyong - Cantahay - Casuguran - Cogon - Culasi - Poblacion Ward 10 - Poblacion Ward 9-A | - Gahoy - Habag - Hamorawon - Inapulangan - Poblacion Ward 4-A - Lupok (Pob.) - Mayana - Ngolos - Pagbabangnan - Pagnamitan - Poblacion Ward 1 - Poblacion Ward 2 - Poblacion Ward 11 - Poblacion Ward 12 - Poblacion Ward 3 - Poblacion Ward 4 - Poblacion Ward 5 - Poblacion Ward 6 - Poblacion Ward 7 - Poblacion Ward 8 | - Poblacion Ward 9 - Salug - San Antonio - San Jose - San Pedro - Sapao - Sulangan - Suluan - Surok - Taytay - Timala - Trinidad - Victory Island - Canawayon - Dalaragan - Hagna - Hollywood - San Juan - Santo Niño - Tagporo |